# Nothing to Hide
Nothing to Hide ist ein US-amerikanischer Porno-Spielfilm des Regisseurs Anthony Spinelli aus dem Jahr 1981. Er wurde mit fünf Preisen der Hardcorebranche ausgezeichnet und zählt zu den Klassikern der Pornofilmgeschichte.

## Handlung
Jack ist ein Mann, der leichtes Spiel mit den Frauen hat. Sein bester Freund Lenny dagegen ist etwas langsam und hat Probleme damit, Frauen dazu zu bringen, sich überhaupt mit ihm zu unterhalten. Jack versucht, seine Freundinnen dazu zu bringen, sich auch mit Lenny einzulassen, er scheitert aber damit. Später findet Lenny selbst eine Liebe, als er Karen in einem Park kennenlernt.

## Auszeichnungen
- 1981: Adult Film Association of America „Best Film“
- 1981: Adult Film Association of America „Best Director“ (Anthony Spinelli)
- 1981: Adult Film Association of America „Best Supporting Actor“ (Richard Pacheo)
- 1981: Adult Film Association of America "Best Supporting Actress (Holly McCall)
- 1984: AVN Award „Best Supporting Actor-Film“ (Richard Pacheco)

## Wissenswertes
- Der Film belegt Platz 2 auf der Liste der „101 Greatest Adult Tapes of All Time“ von AVN.
- „Nothing to Hide“ ist die Fortsetzung von „Talk Dirty to Me“ (1980), bei dem ebenfalls Anthony Spinelli Regie geführt hat.

## Fortsetzungen
- Im Jahr 1993 drehte der Regisseur Paul Thomas die Fortsetzung „Nothing to Hide 2: Justine“, welche 1999 auch auf DVD veröffentlicht wurde. Darsteller sind u. a.: Roxanne Blaze, Tianna, Lacy Rose, Dyanna Lauren, Mike Horner, Nick East, Brad Armstrong und Alex Sanders. Die Geschichte handelt von Justine, gespielt von Roxanne Blaze, die zwei Männer liebt. Ihren Freund (Nick East) und dessen Vater (Mike Horner).
- Im Jahr 1998 drehte der Regisseur James Avalon zwei weitere Fortsetzungen: Nothing to Hide 3: Justine´s Daughters und Nothing to Hide 4: Club Purgatory, die als Doppel-DVD-Set veröffentlicht wurden. Die beiden Filme stehen bis auf einen Satz in einem Dialog nicht in Zusammenhang mit dem zweiten Teil. Darsteller im dritten Teil sind u. a.: Claudia Chase, Gwen Summers, Inari Vachs, Marilyn Star, Melissa Hill, Herschel Savage, Mark Davis, Julian Andretti Phyllisha Anne, Shelbee Myne und Wendi Knight.